# Де Маэсту, Рамиро
Рамиро де Маэсту-и-Уитни (исп. Ramiro de Maeztu-y-Whitney; 4 мая 1874 — 29 октября 1936) — испанский журналист, писатель и философ, один из мыслителей, заложивших идеологическую основу режима Ф. Франко, главный автор концепции «Испанидад».

## Биография
Родился 4 мая 1874 года в Витории, в Стране Басков. Отец, Мануэль де Маэсту, был кубинским плантатором и имел баскские корни, мать — англичанка, дочь английского посла в Париже. Первые годы жизни семья Рамиро жила богато, её можно было причислить к испанской аристократии. Начальное образование ему дал священник по имени Вергин Бланко. Рамиро был старшим ребёнком в семье. Всего у Мануэля и Хуаны было 5 детей. Из них трое стали известными людьми: Рамиро — писателем, его сестра Мария де Маэсту — философом и педагогом, брат Густаво — художником.
Детские годы Рамиро провел на плантациях своего отца на Кубе, но вскоре оставшиеся испанские колонии охватил кризис, и семью де Маэсту постигло разорение, а колонии на Кубе были потеряны. После разорения Рамиро, чтобы помочь семье, отправляется в Париж, где пытается работать в торговле, однако, не чувствуя в себе способностей к коммерции, терпит неудачу и возвращается на родину спустя 8 месяцев. Он поселяется в Бильбао, он перепробовал многие профессии, прежде чем остановить свой выбор на журналистике. В возрасте 20 лет публикует свою первую статью в журнале «Будущее Басконии»
В 1897 году переезжает в Мадрид, где его застает испано-американская война 1898 года, в которой Испания терпит сокрушительное поражение, потеряв оставшиеся колонии. Это событие всколыхнуло интеллектуальное сообщество Испании. Проблема пути развития страны становится одной из главных тем философии и публицистики. В этот период Рамиро де Маэсту примыкает к «Поколению 1898», как условно назвали группу испанских писателей и философов, остро переживавших в своём творчестве «проблему Испании». Находясь ещё под впечатлением от республиканской Франции, де Маэсту в этот период стоит на либеральных позициях и мечтает о европеизации Испании. Вместе с Барохой и Асорином он создает так называемую «Группу трех». В этот же период де Маэсту пишет свою первую книгу «К другой Испании», в которой ставит на повестку дня вопрос об исторической судьбе страны и бичует недостатки современного ему Испанского общества.
После распада «Поколения 98 года» де Маэсту продолжает активно заниматься журналистикой и размышлять о проблеме Испании. Творчество де Маэсту в этот период хорошо характеризует цитата из его статьи 1904, где он пишет о самом себе в третьем лице: "О Маэсту было сказано в печатных изданиях всё, что могло говориться о писателе: его называли печальным писателем, эрудитом, мыслителем. В то же время говорили о нём как о юмористе, философе и даже называли клоуном, над которым властвует гений языка, говорили, что он не умеет писать, отмечали его качества — зоркость и ясность, указывали на недостатки — запутанность и неловкость. Писали, что он энергичен, что он нежен, что он всегда искренен, что у него есть упрямство читателя одной книги (Очевидно, имеется в виду Библия — прим.ред.), что он высокообразован, но непоследователен и противоречив. И любопытно, что под такими оценками стоят подписи «уполномоченных нашего литературного мира» Маэсту постепенно начинает отходить от либеральных взглядов, начинается период творческих поисков.
В 1905 году он переезжает в Лондон, где живёт до 1919 года. В Англии он переживает увлечение Гильдейским социализмом и поддерживает связь с родиной, общаясь со своим соотечественником Х. Ортегой-и-Гассетом, публикуется в журнале, который тот издает. В Лондоне де Маэсту соприкасается с Английской интеллектуальной культурой и получает возможность переосмыслить её. Здесь его застает Первая мировая война, в разгар которой де Маэсту создает одну из своих главных книг, сначала написанную по-английски под названием «Власть, свобода, общество через призму войны», а потом в 1919 переписанную на родном испанском языке и изданную под названием «Кризис гуманизма». В этой книге де Маэсту выступает уже с позиций консерватизма. Эта книга — осмысление кризиса современного писателю общества в общеевропейском масштабе. Именно написание и издание кризиса гуманизма многие исследователи считают «переломом» во взглядах де Маэсту.
Находясь в Лондоне в самый разгар первой мировой войны, Рамиро де Маэсту женится; будучи сыном англичанки, он выбирает себе в жены женщину той же национальности Элис Мебил Хилл. В этом браке рождается сын Мануэль де Маэсту, который возвращается в Испанию и делает там военную карьеру.
Вернувшись на родину в 1919 году, де Маэсту уже твердо стоит на консервативных позициях, обращается к трудам Х. Доносо Кортеса и М. Мененеса-и-Пелайо, на которых впоследствии часто ссылается, считая их своими учителями, и развивает идеи, заложенные в их работах. Входит в ряды сторонников диктатора М. Примо де Ривера.
В период диктатуры Рамиро де Маэсту выполняет дипломатическую миссию посла в Аргентине, где знакомится с Сакариасом де Вискаррой. Именно от него де Маэсту впервые слышит термин «Испанидад», в чём сам признается в предисловии своей главной книги, выражая искреннюю благодарность своему другу. Дружба С. де Вискарры и Рамиро де Маэсту и их взаимное влияние на взгляды друг друга во многом заложили основу будущей концепции.
Следующий важный этап в жизни де Маэсту начинается в период Испанской республики. Он не принимает революцию 1931 года, считая её самой большой катастрофой в испанской истории, входит в ряды правой оппозиции республиканскому режиму и становится одним из лидеров организации «Испанское действие», но, оставаясь верным главному делу своей жизни, продолжает бороться с режимом при помощи слова, а именно становится издателем и главным автором одноименного журнала, который выходил в свет с 1931 по 1937 год. Журнал «Испанское действие» стал одним из главных изданий испанских правых, на его страницах публиковались известные лидеры правых консерваторов Р. Ледесма Рамос и О. Редондо, а также в журнале была опубликована речь «И взовьется знамя», произнесенная основателем и лидером «Испанской фаланги» Х. А. Примо де Риверой. Однако больше всего статей в журнал было написано самим де Маэсту. В этих статьях он постепенно излагает свою концепцию «Испанидад», которая станет главным итогом его творчества. Статьи Р. де Маэсту, появлявшиеся на страницах этого журнала, впоследствии были переработаны и собраны в книгу, опубликованную в 1934 году под названием «Защита Испанидад».
Рамиро де Маэсту был арестован республиканцами и помещен в тюрьму в Мардиде. Его жизнь оборвалась 19 октября 1936 года в самом начале гражданской войны, он был расстрелян без суда и следствия на мадридском кладбище Аравака. Известны последние слова де Маэсту, которые он сказал своим палачам перед расстрелом: «Вы не знаете, за что меня убиваете, но зато я знаю, за что умираю, чтобы ваши дети были лучше вас».

## Творчество

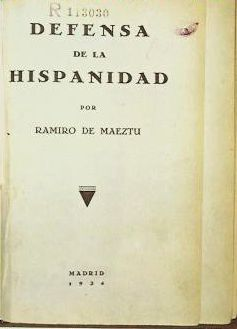
Рамиро де Маэсту. «Защита Испанидад», первое издание, 1934

Главной темой творчества Рамиро де Маэсту стала проблема Испании, то есть осмысление судьбы родной страны, её истории и пути развития в контексте общеевропейской и мировой истории. Он прошел интеллектуальную эволюцию от национального романтизма до традиционализма католического толка. Являясь журналистом по своей основной профессии, Рамиро де Маэсту создал огромное количество статей на различные темы, многие из них были посвящены осмыслению собственной жизни и после смерти писателя изданы в сборнике «Автобиография». Р. де Маэсту написал и несколько больших работ, главными из которых можно считать его книги «К другой Испании», «Кризис гуманизма» и «Защита Испанидад». Творчество де Маэсту, особенно на раннем этапе, отличается критицизмом и хлестким слогом. Первая его книга «К другой Испании» — это крик души, критика современного ему общества. По его же собственным словам, эта книга явилась не политической программой, а постановкой проблемы. Более позднее творчество отличается более глубоким историософским содержанием. В «Кризисе гуманизма», написанном во многом под влиянием мировой войны, де Маэсту попирает капиталистическое общество, считая, что именно Реформация и капитализм привели к мировой катастрофе, он впервые выступает как католический философ и традиционалист, анализируя опыт средневековой истории. В этой книге де Маэсту предлагает новый «третий путь», суть которого заключается в установлении авторитаризма. В этой книге Р. де Маэсту одним из первых выводит постулаты, которые потом лягут в основу тоталитарных и авторитарных идеологий.
Венцом его творчества стала концепция «Испанидад», истоки которой идут от испанского колониального прошлого и духовного единства Испании и её бывших колоний. Именно общий дух объединяет все народы, говорящие на испанском языке, и основа этого особого духа — в католической вере. Он говорит об особом испанском характере, в основе которого лежит идеал великого служения и вера в абсолютные ценности. «Испанец верит либо в абсолютные ценности, либо не верит ни во что», — пишет он.